# Ozola eurycraspis
Ozola eurycraspis là một loài bướm đêm trong họ Geometridae.